# 平戸港
平戸港（ひらどこう）は、長崎県平戸市に位置する地方港湾。港湾管理者は長崎県。

## 概要
かつては東アジア（中国）や遠くヨーロッパ（ポルトガル、スペイン、オランダ、イギリス）との国際貿易港として栄え、平戸大橋開通までは平戸市及び平戸島の玄関口でもあった。
2015年度の発着数は3,134隻（620,543総トン）、利用客数は172,140人（乗込人員89,292人、上陸人員82,848人）である。
周辺は平戸港交流広場として整備されており、ジャガタラ娘像、カロヨンの鐘、観光案内所などがある。

## 歴史
- 1550年 - ポルトガルの貿易船が初めて入港。同年、フランシスコ・ザビエルも来航。
- 1561年 - 宮ノ前事件が起こり、これ以降ポルトガル船の入港は途絶える。
- 1609年 - オランダ商館が開設される。
- 1641年 - オランダ商館が長崎の出島に移される。
- 1949年（昭和24年） - 国鉄との連絡運輸のため業務委託による「平戸駅」が開設される。
- 1969年（昭和44年）6月29日、6月30日 - 昭和天皇、香淳皇后が第24回国民体育大会開催に合わせて県内を行幸啓。お召し船が発着した[4]。
- 1977年（昭和52年） - 平戸大橋開通。
- 1984年（昭和59年） - 平戸口桟橋（田平港）との定期航路廃止。
- 1999年（平成11年） - 平戸港交流広場を整備。
- 2013年（平成25年） - ターミナルビルが取り壊される。
- 2014年（平成26年） - 新しいバスターミナル施設が完成。

## 航路

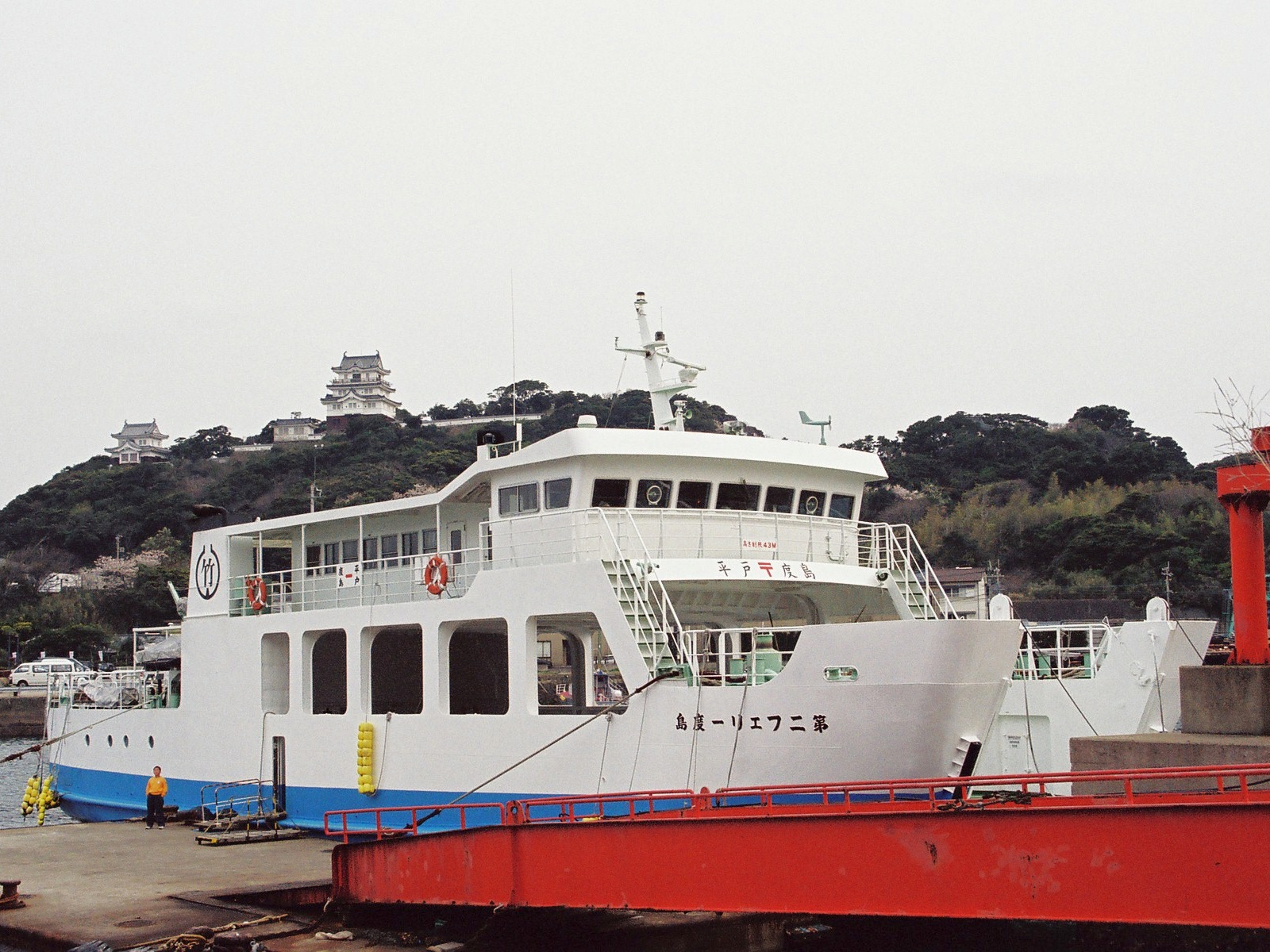
度島航路の「第二フェリー度島」

- 平戸市営フェリー・美咲海送
  - 平戸港 - 的山大島（神浦・的山）
- 竹山運輸
  - 平戸港 - 度島（本村・飯盛）

## 周辺

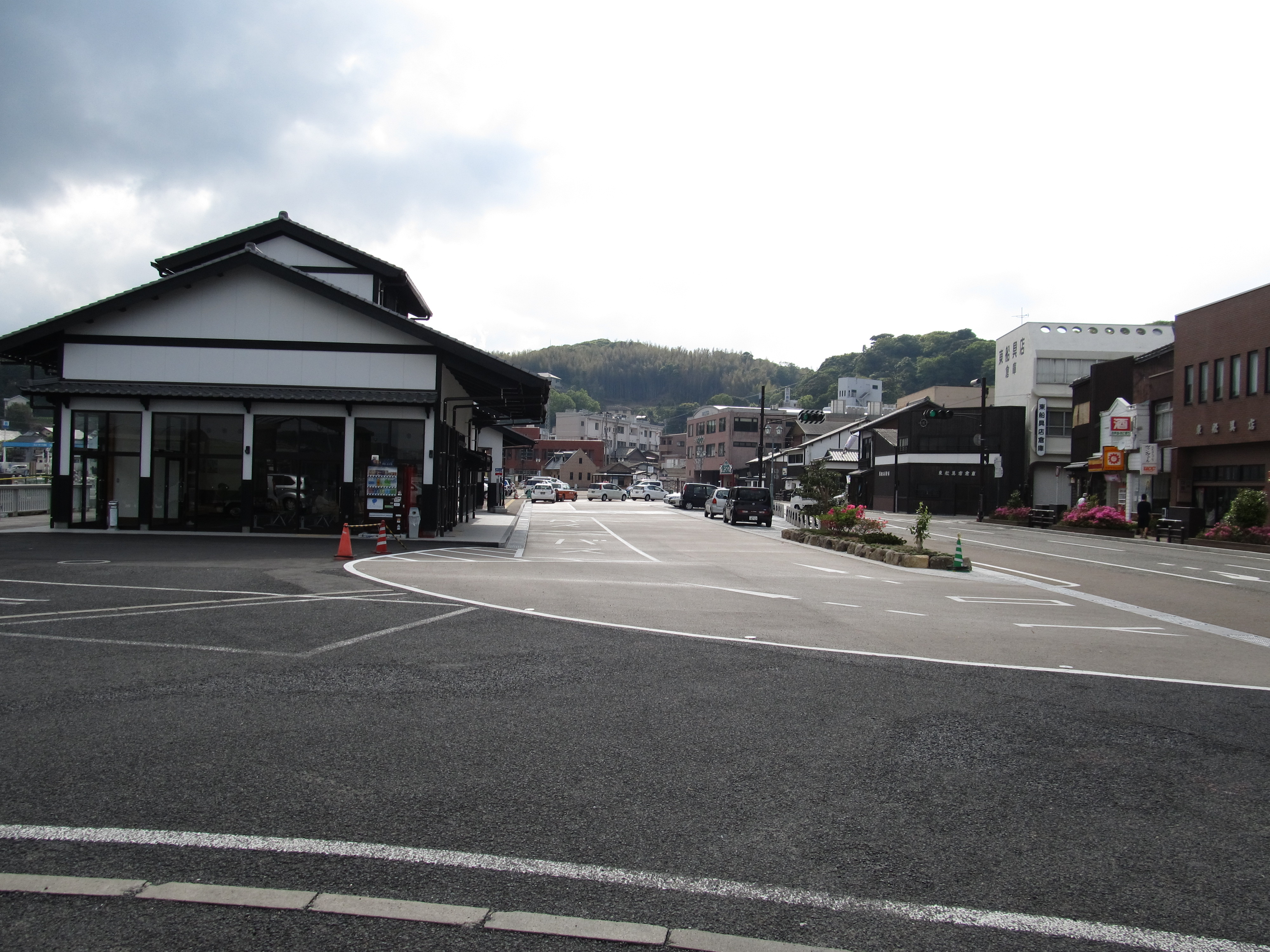
平戸桟橋バスターミナル（2014年4月）

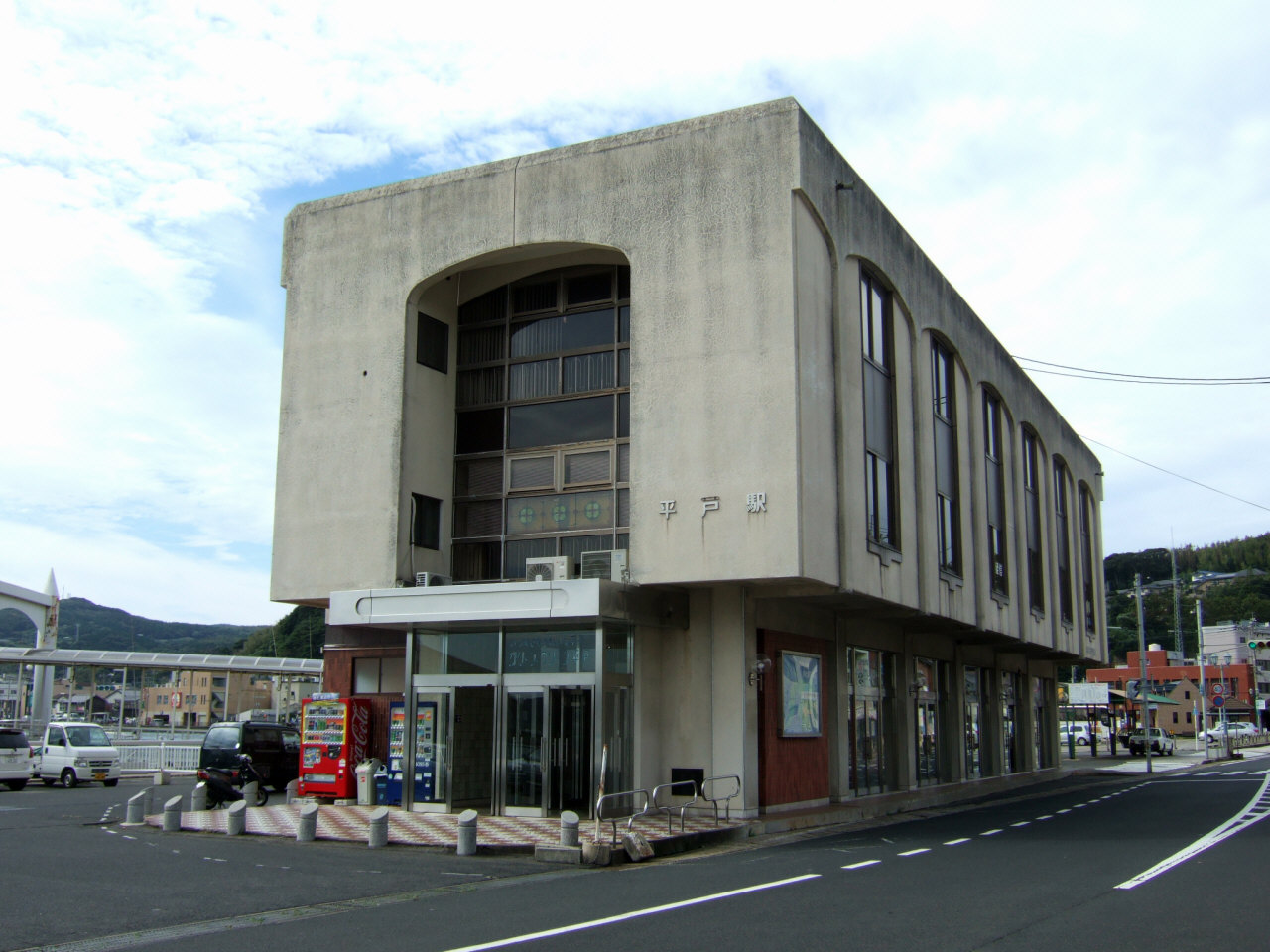
かつての平戸港ターミナルビル。「平戸駅」の標示があった。（2007年10月）

- 平戸港交流広場
- 崎方公園
- 松浦史料博物館
- 平戸ザビエル記念教会
- 幸橋（オランダ橋）
- 平戸市役所
- 平戸郵便局
- 平戸城

### 平戸桟橋バスターミナル
平戸市崎方町にある西肥バスのバスターミナルで、佐世保市や松浦市と平戸を結ぶ路線バスの始発・終点となっているほか、平戸市内各地へのバスも発着する。的山大島、度島へのフェリー乗り場もすぐ近くで、平戸市の交通の基点である。
かつては対岸の田平港（旧田平町）とのフェリーの発着所でもあり、平戸大橋開通以前は平戸島の玄関口であった。当時は国鉄平戸口駅との連絡運輸のため業務委託による「平戸駅」も開設され、国鉄乗車券の販売や手荷物等の受付も行われていた。建て替えられる前のターミナルビルには「平戸駅」の標示が残っていた。

#### バス路線
西肥自動車（西肥バス）
＜江迎・吉井・佐世保方面＞
- [A9-69]【半急行】平戸桟橋 - 田平港 - 平戸大橋東口 - 荻田 - 江迎 - 吉井 - 佐々バスセンター - 芳の浦 - バイパス本山 - 吉岡団地 - 大野 - 佐世保バスセンター
- [L3] 平戸桟橋 - 田平港 - 平戸大橋東口 - 荻田 - 江迎 - 吉井 - 佐々バスセンター

＜大加勢・楠泊方面＞
- [L1-31] 平戸桟橋 - 平戸大橋東口 - 荻田 - 江迎 - 大加勢 - 楠泊 - 佐々バスセンター　（※土日祝運休）

＜北松農業高・肥首方面＞
- [L5-38] 平戸桟橋 - 平戸大橋東口 - 農業高校前 - 肥首 - 江迎 （※土日祝運休）
- [L5-32] 平戸桟橋 - 田平港- 平戸大橋東口 - 農業高校前 - 肥首 - 江迎 （※土日祝運休）
- 平戸桟橋 - 田平港- 平戸大橋東口 - 農業高校前 （※土日祝運休）
- 平戸桟橋 - 平戸大橋東口 - 農業高校前 （※日祝運休）

＜松浦方面＞
- 平戸桟橋 - 田平港 - 平戸口駅前 - 御厨駅前 - 松浦駅前
- 平戸桟橋 - 田平港 - 平戸口駅

＜平戸島内路線＞
- 平戸桟橋 - 川内 - 紐差 - 平戸高校前 - 津吉 - 志々伎 - 宮の浦
- 平戸桟橋 - 川内 - 紐差 - 平戸高校前 - 志々伎
- 平戸桟橋 - 薄香別道 - 梅崎 - 薄香桟橋 - 薄香入口 - 薄香別道 -（循環）
- 平戸桟橋 - 薄香別道 - 薄香入口 - 平戸中学校 - 平戸営業所
- 平戸桟橋 - 平戸営業所 - 田助 - 田の浦
- 平戸桟橋 - 平戸営業所 - 田助 - 曲り公会堂前 -（循環）
- [Q2-38] 平戸桟橋 - 平戸営業所

生月自動車（生月バス）
＜生月方面＞
- 平戸桟橋 - 中野 - 生月大橋公園前 - 生月一部桟橋 - 加瀬川入口
- 平戸桟橋 - 古江 - 中野 - 生月大橋公園前 - 生月一部桟橋 - 加瀬川入口 （※1往復のみ運行）

さつき観光
- 【高速】平戸（平戸桟橋） - 田平（田平港） - 松浦（松浦市立武道館） - 唐津（マリンセンターおさかな村） - 博多（キャナルシティ博多）